# Jérôme Bonnissel
Jérôme Bonnissel (16 de abril de 1973) es un exfutbolista francés, se desempeñaba como lateral izquierdo y su último club fue el Olympique de Marsella. Jugó en el potente club español, el Deportivo de la Coruña, que lo fichó junto a Silvain Wiltord. Este lateral izquierdo deportivista, destacó por su gran ofensividad y sus centros medidos y fuertes. Fue capitán de la selección francesa sub-23 y un miembro destacado de la comunidad francesa, junto al "Coco Martins", Madar, etc., que aterrizaron en el Deportivo en la era Toshack.

## Clubes
| Club                   | País       | Años        |
| ---------------------- | ---------- | ----------- |
| Montpellier HSC        | Francia    | 1992 - 1996 |
| Deportivo de La Coruña | España     | 1996 - 1999 |
| Girondins de Burdeos   | Francia    | 1999 - 2003 |
| Rangers FC             | Escocia    | 2003        |
| Fulham FC              | Inglaterra | 2003 - 2005 |
| Olympique de Marsella  | Francia    | 2006        |

- Datos: Q921960